# Champa
Champa (en camboyano: ចាម្ប៉ា; en vietnamita: Chiêm Thành 占城 o Chăm Pa 占婆) fue un conjunto de entidades políticas del pueblo cham independientes que se extendieron a lo largo de la costa de lo que hoy es el centro y sur de Vietnam desde aproximadamente el siglo II d. C. hasta 1832. Según las primeras referencias históricas encontradas en fuentes antiguas, los primeros reinos iniciales se establecieron alrededor del siglo II al siglo III d. C., a raíz de la rebelión de Khu Liên contra el dominio de la dinastía Han Oriental y duró hasta que el último principado restante (Panduranga) de Champa fue anexionado por emperador Minh Mạng de la dinastía Nguyễn como parte de la política expansionista Nam tiến. El reino era conocido diversamente como Nagaracampa (en sánscrito: नगरचम्प), Champa (ꨌꩌꨛꨩ) en las Cham modernas, y Châmpa (ចាម្ប៉ា) en las inscripciones en lengua jemer, Chiêm Thành en vietnamita y Zhànchéng (mandarín: 占城) en los registros chinos. Actualmente, los cham constituyen una de las minorías importantes de Camboya y Vietnam.
El champa primitivo evolucionó a partir de la cultura marinera austronesia chamic sa huỳnh de la costa del actual Vietnam, son su aparición, a finales del siglo II d. C., ejemplifica el arte de gobernar del Sudeste Asiático en una etapa crucial de la construcción del Sudeste Asiático. Los pueblos de Champa mantuvieron un sistema de lucrativas redes comerciales por toda la región, conectando el Océano Índico y Asia Oriental, hasta el siglo XVII. En Champa, los historiadores también atestiguan que la primera literatura nativa del Sudeste Asiático fue la inscripción Đông Yên Châu en lengua nativa hacia el c.. 350 d. C., antecediendo en siglos a los primeros textos en jemer, mon, malayo.
Los chams de los actuales Vietnam y Camboya son los principales vestigios de este antiguo reino. Hablan lenguas chámicas, una subfamilia de lenguas malayo-polinesias estrechamente relacionada con las lenguas malayas y las lenguas bali-sasak que se habla en todo el sudeste asiático marítimo. Aunque la cultura Cham suele entrelazarse con la cultura más amplia de Champa, el reino tenía una población multiétnica, que consistía en su gran mayoría en pueblos que hablaban lenguas austronesias chamicas. Los pueblos que solían habitar la región son los actuales pueblos de habla chámica Cham, Rade y Jarai del sur y centro de Vietnam y Camboya; el Acehnese del norte de Sumatra, Indonesia, junto con elementos del Bahnaricos austroasiáticos y Katuic de Vietnam central.
Champa fue precedida en la región por un reino llamado Lâm Ấp (vietnamita), o Linyi (林邑, chino medio (ZS): *liɪm ʔˠiɪp̚), que existió desde el año 192 d. C.; aunque la relación histórica entre Linyi y Champa no está clara. Champa alcanzó su apogeo en los siglos IX y X d. C. Posteriormente, comenzó un declive gradual bajo la presión de Dai Viet, el sistema político vietnamita centrado en la región de la actual Hanói. En 1832, el emperador vietnamita Minh Mạng anexó los territorios cham restantes.
El hinduismo, adoptado a través de los conflictos y la conquista del territorio de la vecina Funan en el siglo IV d. C., configuró el arte y la cultura del reino cham durante siglos, como atestiguan las numerosas estatuas hinduistas cham y los templos de ladrillo rojo que salpicaban el paisaje de las tierras cham. My Son, un antiguo centro religioso, y Hội An, una de las principales ciudades portuarias de Champa, son ahora Patrimonios de la Humanidad. En la actualidad, muchos cham se adhieren al islam, una conversión que comenzó en el siglo X, y la dinastía gobernante adoptó plenamente la fe en el siglo XVII; se les llama los bani (Ni tục, del árabe: banu). Sin embargo, existen los bacam (Bacham, Chiêm tục) que aún conservan y preservan su fe, rituales y festivales hindú. Los bacam son uno de los dos únicos pueblos indígenas hinduistas que sobreviven en el mundo, con una cultura milenaria. El otro es el hinduismo balinés del pueblo balinés de Indonesia.

## Etimología
El nombre Champa deriva de la palabra sánscrita campaka (pronunciado /tʃampaka/), que se refiere a Magnolia champaca, una especie de árbol con flores conocido por sus fragantes flores. Rolf Stein propuso que Champa podría haberse inspirado cuando los marineros austronesios originarios de Vietnam central llegaron a la actual India oriental en torno a la zona de Champapuri, una antigua ciudad sagrada del budismo, para comerciar, y luego adoptaron el nombre para su pueblo en su tierra natal. Mientras tanto, Louis Finot argumentó que el nombre Champa fue traído por los indios a Vietnam central.
Sin embargo, otros académicos cuestionan la explicación del origen índico, concebida por Louis Finot, director de la junta de la École française d'Extrême-Orient durante la época colonial. En su Champa revisado de 2005, Michael Vickery cuestiona la idea de Finot. Argumenta que el pueblo cham siempre se refiere a sí mismo como Čaṃ en lugar de Champa (pa, abreviatura de peśvara, Campādeśa, Campānagara). La mayoría de los grupos étnicos indígenas austronesios del centro de Vietnam, como los pueblos rade, jarai, chru y roglai, llaman a los cham con lexemas similares, probablemente derivados de Čaṃ. Los relatos históricos vietnamitas también mencionan a los cham como chiêm. Más importante aún, la designación oficial de Champa en los textos históricos chinos era Zhànchéng, que significa "la ciudad de los cham". "¿Por qué no ciudad de los Champa?", duda Vickery.

### Devenir

El menguado Champa y el resto de los principales Estados del sureste asiático hacia 1540.

## Historia